# Tout est calme
Pour l’article homonyme, voir Tout est calme (film).
Albums de Yann Tiersen
Le Phare
(1998) Black Session
(1999)
Tout est calme est un mini-album de Yann Tiersen en collaboration avec le groupe The Married Monk. C'est le premier disque sur lequel Yann Tiersen chante ses titres.

## Liste des titres
1. Plus au Sud - 3:02
2. Les Grandes Marées - 3:38
3. La Crise - 2:25
4. Tout est calme - 3:16
5. La Rupture - 2:33
6. La Relève - 1:26
7. La Pharmacie - 2:48
8. La Terrasse - 2:55
9. L'Étal - 1:54
10. La Découverte - 2:13

Paroles et musiques Yann Tiersen.
Le groupe The Married Monk participe à tous les morceaux sauf La Relève et L'Étal. Yann Tiersen chante sur les morceaux Les Grandes Marées, Tout est calme, La Relève et La Terrasse.

## Musiciens additionnels
- Olivier Mellano : guitare sur La Crise et La Pharmacie
- Claire Pichet : voix sur La Rupture